# Корнеев, Иван Николаевич
Иван Николаевич Корнеев (29.02.1920, Рязанская губерния — 30.11.1950) — советский военнослужащий, участник Великой Отечественной войны, полный кавалер ордена Славы, командир орудия 1956-го истребительно-противотанкового артиллерийского полка, старшина — на момент представления к награждению орденом Славы 1-й степени.

## Биография
Родился 29 февраля 1920 года в селе Летники Сапожковского уезда Рязанской губернии, ныне Путятинского района Рязанской области, в крестьянской семье. Окончил сельскую школу, помогал отцу по хозяйству. В 1935 году родители вступили в колхоз, он трудился вместе с ними. В середине 1930-х годов семья переехала в посёлок Старая Купавна Ногинского района Московской области. В 1939 году Иван уехал в город Ленинград, где поступил на завод имени Ленсовета.
В апреле 1941 года был призван в Красную армию. Службу начал в 659-м батальоне аэродромного обслуживания, дислоцированном в городе Клин Московской области. Участник Великой Отечественной войны с июня 1941 года. Воевал автоматчиком, затем артиллеристом в противотанковой артиллерии. Был ранен и контужен. Член ВКП с 1945 года.
К началу 1944 года сержант Корнеев командовал орудийным расчётом 5-й батареи 1956-го истребительно-противотанкового артиллерийского полка.
21 февраля 1944 года при форсировании реки Днепр и расширении плацдарма в районе деревни Кистени сержант Корнеев огнём прямой наводкой подавил вражескую миномётную батарею, разбил 2 пулемёта.
Приказом от 28 февраля 1944 года сержант Корнеев Иван Николаевич награждён орденом Славы 3-й степени.
В октябре 1944 года в бою на правом берегу реки Нарев старший сержант Корнеев точным огнём вывел из строя 2 пулемёта и 12 вражеских солдат. Был ранен, но продолжал вести бой.
Приказом от 15 ноября 1944 года старший сержант Корнеев Иван Николаевич награждён орденом Славы 2-й степени.
В феврале 1945 года старшина Коренев отличился в боях за удержание и расширение плацдарма на западном берегу реки Одер в районе населённого пункта Зофиенталь.
21 февраля при отражении контратаки противника «…старшина Корнеев из-под огня вынес раненого командира взвода и заменил его в бою. Взвод, которым он командовал, уничтожил 1 танк и подбил самоходное орудие противника. Но вражеская пехота продолжала наступать. Тогда Корнеев с несколькими бойцами выдвинулся вперёд и огнём пулемётов и автоматов уничтожил группу противника. Контратака была отбита. Лично Корнеев уничтожил 25 противников. Рубеж, который удерживал взвод, стал неприступным для врага». За умелое руководство взводом, удержание рубежа и проявленное при этом мужество командир полка представил его к награждению орденом Красного Знамени. Однако командир 40-й истребительно-противотанковой артиллерийской бригады изменил представление на орден Славы 1-й степени.
Указом Президиума Верховного Совета СССР от 31 мая 1945 года за мужество, отвагу и бесстрашие, проявленные в боях с вражескими захватчиками, старший сержант Корнеев Иван Николаевич награждён орденом Славы 1-й степени. Стал полным кавалером ордена Славы.
В 1946 году был демобилизован в звании лейтенанта.
Жил в посёлке Купавна Московской области. Работал на химико-фармацевтическом заводе «Акрихин» в транспортном цехе, затем — токарем в механическом. В декабре 1947 года избран депутатом Старокупавинского поселкового Совета депутатов трудящихся. Скончался 30 ноября 1950 года.
Награждён орденами Славы 3-х степеней, медалью «За отвагу» и другими медалями.
В мае 1990 года в посёлке Старая Купавна на доме № 37 по Больничному проезду в память о ветеране установлена мемориальная доска. Его имя увековечено на мемориале в районном центре селе Путятино.